# Palais Metych de Čečov
Le Palais Metych de Čečov (autrefois palais de Hrzánský) est un monument situé place du Grand Prieur dans le quartier de Malá Strana à Prague. 

## Histoire

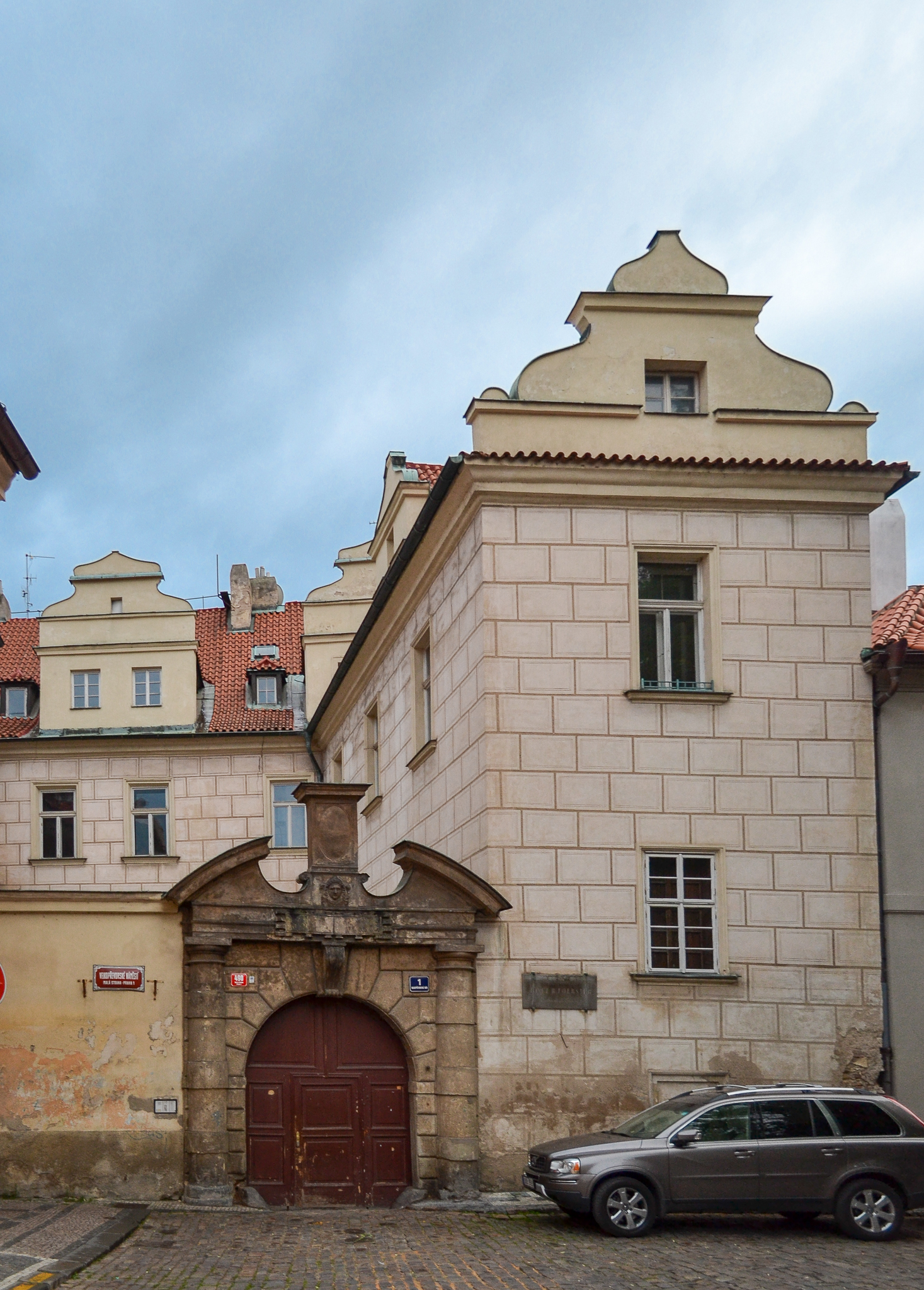
Le palais Metych de Čečov

Une des quatre maisons à partir desquelles le palais a été construit a appartenu dans les années 1680 à Jan Metych. La reconstruction du château a donné naissance au noyau Renaissance du palais actuel. Après 1617, la maison voisine a été achetée. En 1641, toutes les maisons devinrent la propriété de Jan Alsterleho Astfeld. En 1749 le palais fut complètement unifié. 
À partir du 4 octobre 1832, "l'Association pour l'éducation, l'emploi et la prévoyance des aveugles en Bohême", nouvellement créée, a été créée ici temporairement par le professeur Alois Klara. Ce jour-là, les cinq premières personnes aveugles ont été admises et y sont restées jusqu'à ce que les nouveaux locaux de Klarov soient ouverts. 

En 1859 y naquit le compositeur Josef Bohuslav Foerster, ce qui est rappelé par une plaque sur le devant du palais. 

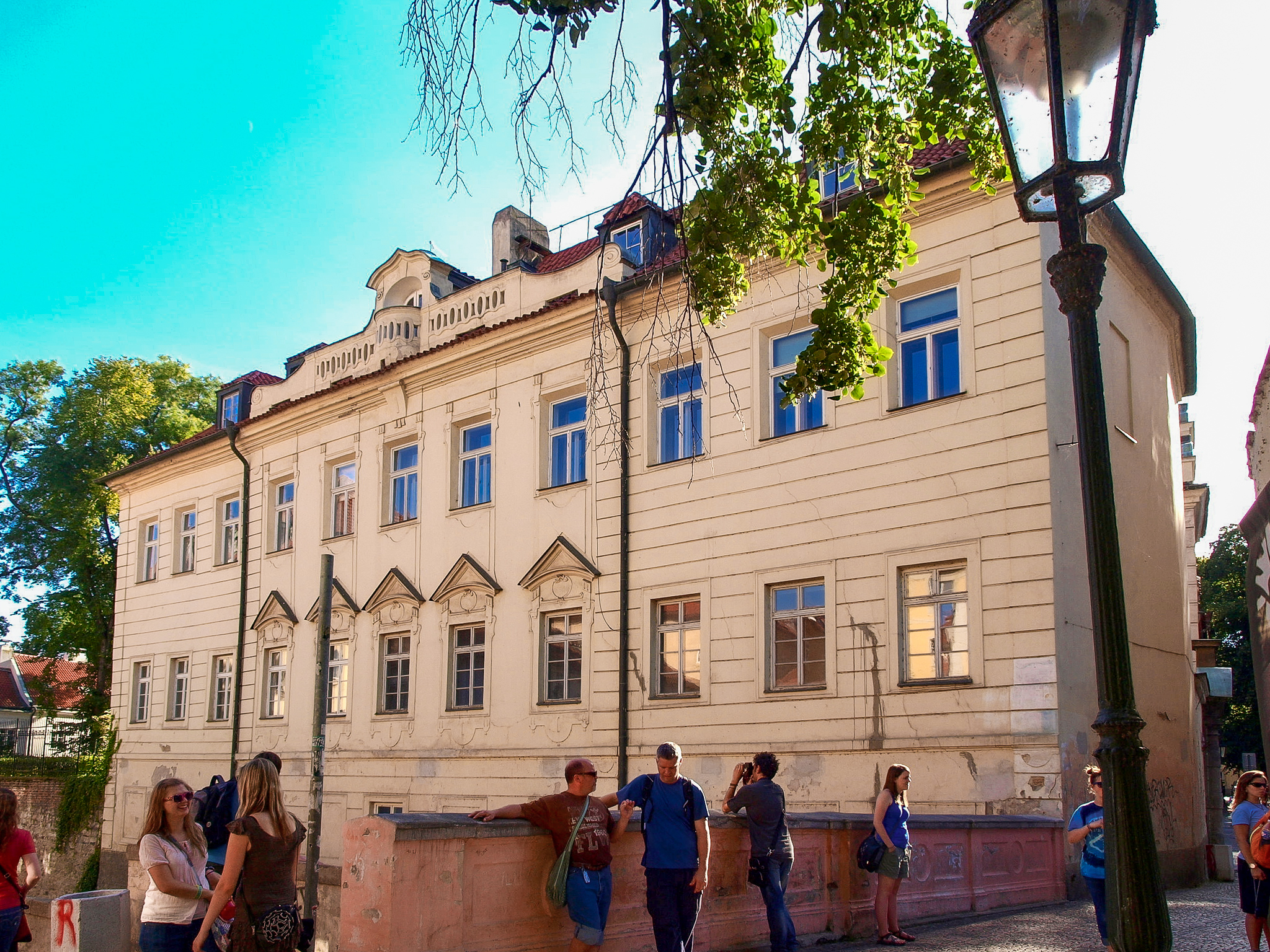
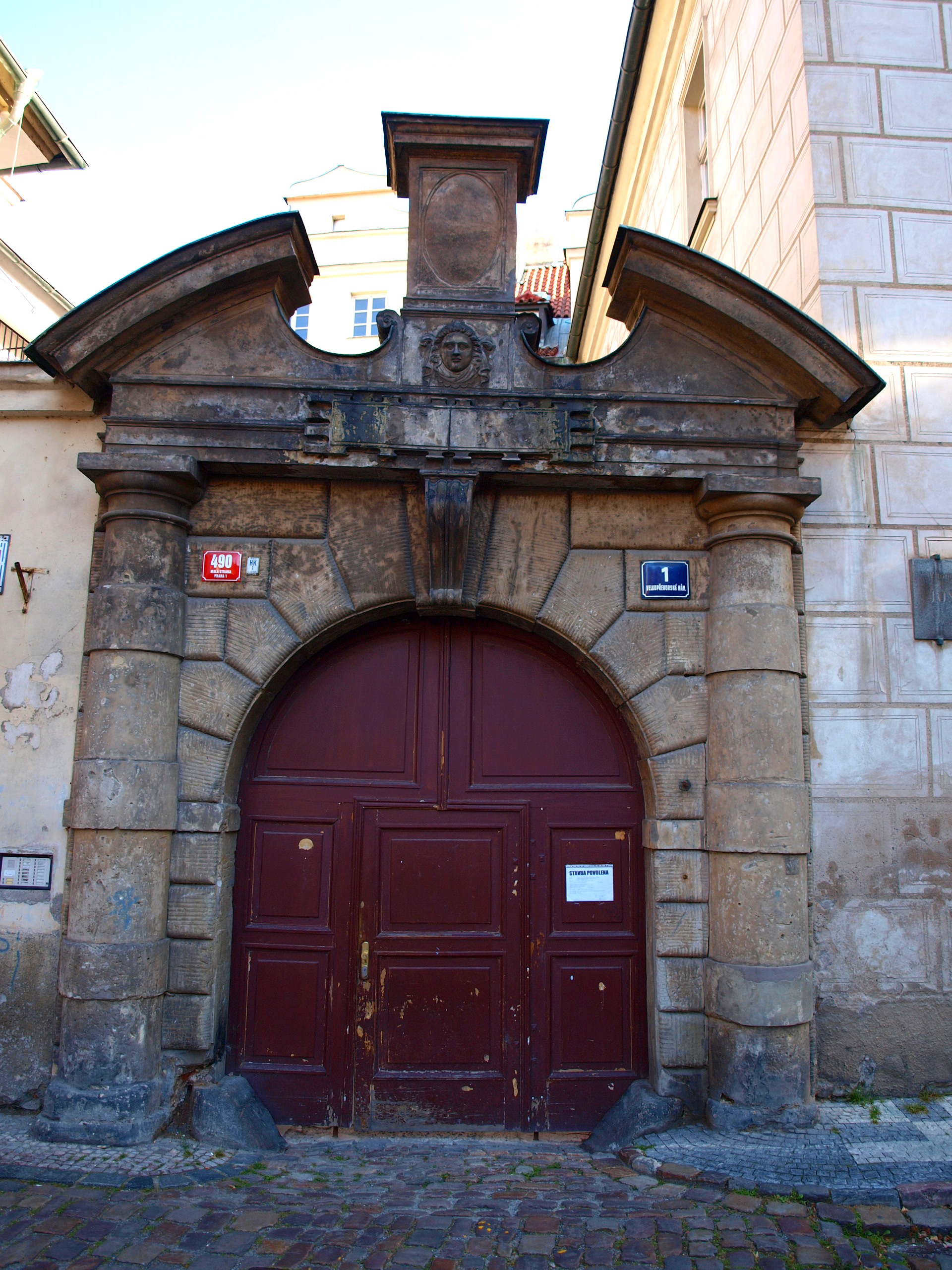
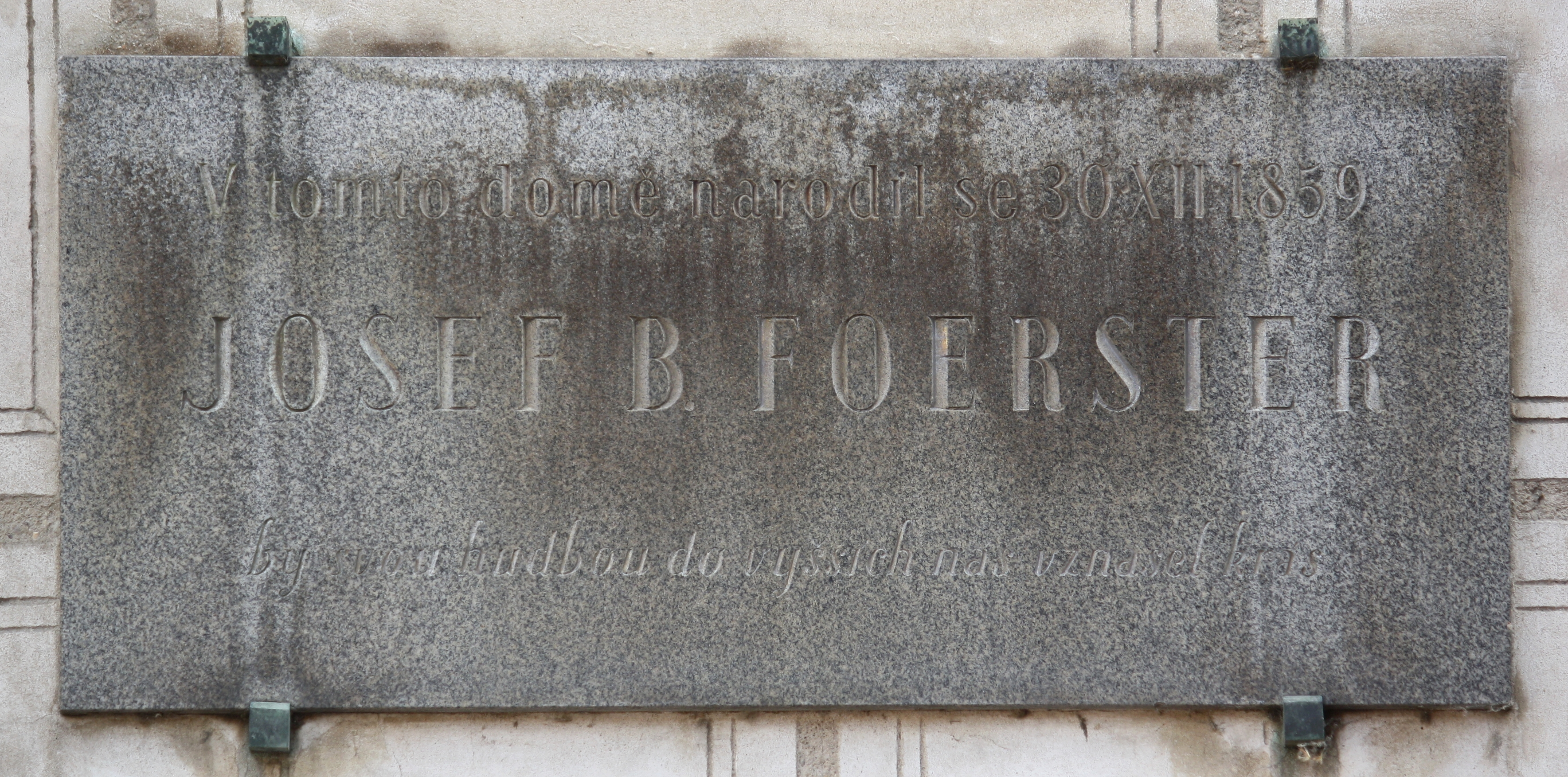

## Environs
Près du palais se trouvent : 
- Palais Buquoy (Ambassade de France)
- Petit Palais Buquoy
- Palais du Grand Prieuré
- Mur Lennon

## Littérature
- LEDVINKA, Vaclav, MRAZ, Bohumir à VLNAS, Vit. Palais de Prague: (aperçu encyclopédique illustré). 1. vyd. Prague: Akropolis, 1995. 447 pages  (ISBN 80-85770-23-7). Pages 136-138.
- VLČEK, Pavel et al. Sites de Prague. Petite ville. Vyd. 1 Prague: Academia, 1999. 685 pages.  (ISBN 80-200-0538-2). Pages 565-568.